# Гайдешко Олександр Анатолійович
Олекса́ндр Анато́лійович Гайдешко — молодший сержант Збройних сил України. У квітні 2014 р. мобілізований до лав ЗСУ (93-я механізована бригада).

## Нагороди
6 жовтня 2014 року — за особисту мужність і героїзм, виявлені у захисті державного суверенітету та територіальної цілісності України, вірність військовій присязі під час російсько-української війни, відзначений — нагороджений орденом «За мужність» III ступеня.